# Ободово (Тверская область)

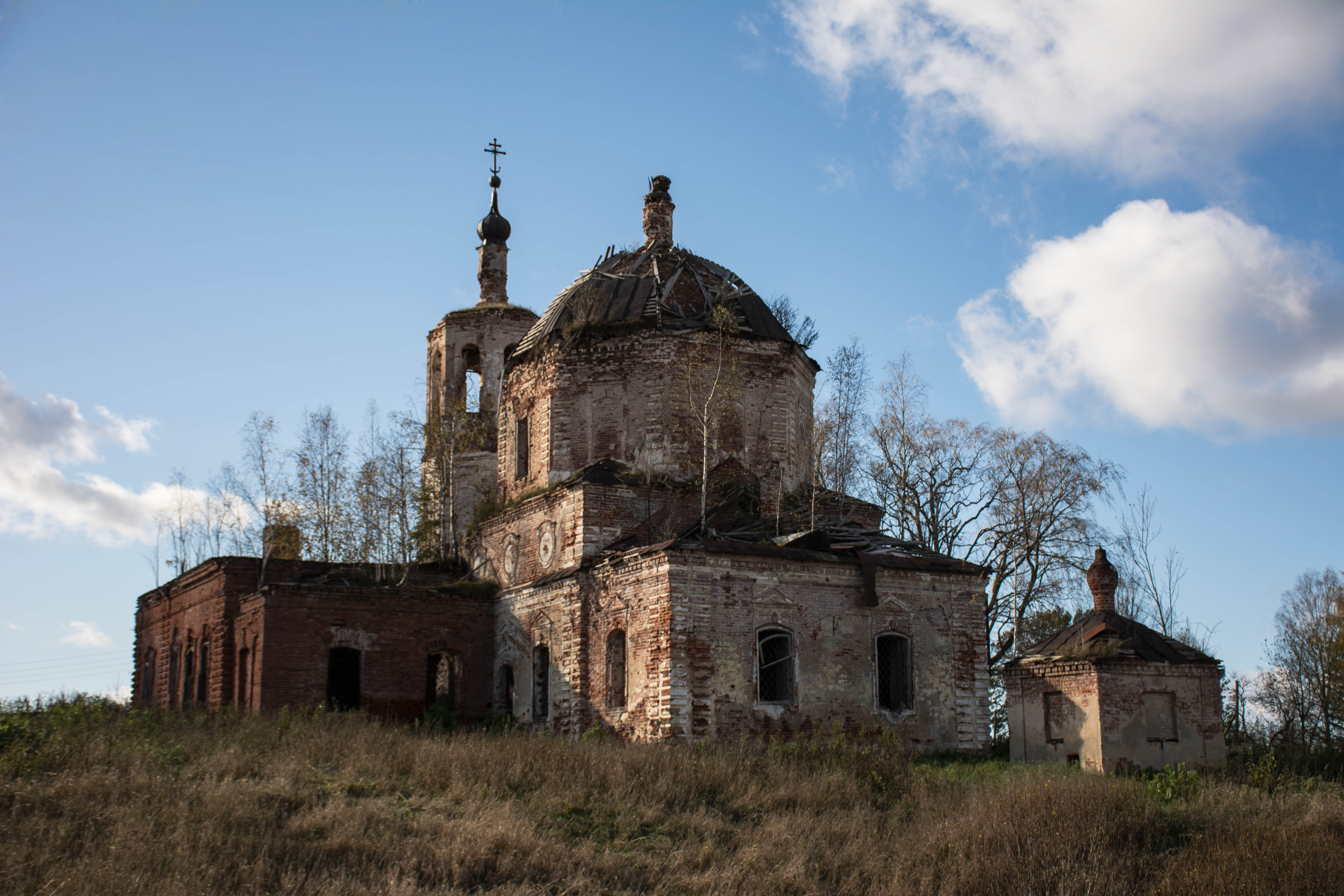
Троицкая церковь, 1793 год

Ободово — село в Спировском районе Тверской области, входит в состав Пеньковского сельского поселения. 

## География
Расположено в 9 км на юг от районного центра посёлка Спирово, в 6 км на запад от платформы Левошинка на ж/д линии Москва — Санкт-Петербург.

## История
Церковь в селе была построена ещё давно в 1672 году и первоначально была деревянной. В деревянной церкви был иконостас, где центральное место занимала икона Николая Чудотворца. Но деревянный храм обветшал. Зимой 1787 года священник Михаил Стефанов с прихожанами пишет «всепокорнейшее прошение» на имя члена Правительствующего Синода Иосаафа: «В оном нашем селе... деревянная церковь... обвенчала и затем священнослужение в ней исправляется с немалою опасностью... вместо которой в ту же именование желание имеем построить новую каменную подле нее». 
В 1793 году в селе была построена каменная Троицкая церковь с 2 престолами: Живоначальной Троицы и Святителя Николая. В 1814 году в селе случился большой пожар. Выгорело почти все село, пострадала и церковь. Но на средства прихожан церковь была восстановлена. В 1828 году вокруг неё была сооружена кирпичная ограда с двумя Святыми воротами, переложенная десять лет спустя, в 1838 году. Деревянная загородка между столбами в 1886 году заменена железными решётками. В 1831 году на смену деревянной кровли была положена железная. 
После 1935 года церковь прекратила своё существование, перевелись местные священники. И была церковь заброшена. Церковными помещениями завладел колхоз. 
В конце XIX — начале XX века село входило в состав Василевской волости Новоторжского уезда Тверской губернии. В 1884 году в селе было 153 двора, церковно-приходская школа, питейное заведение. Промыслы: мельники, плотники, сапожники, отхожие рабочие фабрик и заводов. 
С 1929 года село являлась центром Ободовского сельсовета Спировского района Тверского округа Московской области, с 1935 года — в составе Калининской области, с 1994 года — в составе Новоободовского сельского округа, с 2005 года — в составе Пеньковского сельского поселения.

## Население
| 1859 | 1884 | 1897 | 1920 | 1997 | 2002 | 2010 |
| ---- | ---- | ---- | ---- | ---- | ---- | ---- |
| 807  | ↘741 | ↗745 | ↗811 | ↘93  | ↘75  | ↘50  |

## Достопримечательности
В селе расположена недействующая Церковь Троицы Живоначальной (1793).